# Bulbophyllum exilipes
Bulbophyllum exilipes är en orkidéart som beskrevs av Rudolf Schlechter. Bulbophyllum exilipes ingår i släktet Bulbophyllum och familjen orkidéer. Inga underarter finns listade i Catalogue of Life.